# Ust´-Kut
Ust´-Kut – miasto w Rosji, w obwodzie irkuckim, port nad Leną. Około 47 600 mieszkańców (2005). Nazwa oznacza "ujście Kutu" i pochodzi od dawnej nazwy rzeki Kuta, która wpada do Leny w pobliżu miasta. W mieście rozwinął się przemysł drzewny.

## Historia
Ust´-Kut został założony w roku 1631 przez atamana kozackiego Iwana Gałkina jako ostróg. Już pod koniec XVII wieku stracił swoje znaczenie militarne, jednak rozwijał się dalej jako port handlowy.
Źródła mineralne odkryte w XVII wieku przez Jerofieja Chabarowa również przyczyniły się do popularności osady. W roku 1925 wybudowano uzdrowisko. Na początku XX wieku Ust´-Kut był miejscem zsyłek politycznych, trafił tu m.in. Lew Trocki.
W roku 1951 Ust´-Kut został połączony linią kolejową z Tajszetem, stając się tym samym jedynym portem na Lenie z połączeniem kolejowym. W 1954, po połączeniu z dzielnicą portową Ostierowo, Ust´-Kut otrzymał prawa miejskie. Miasto pozostawało końcową stacją aż do roku 1974, kiedy rozpoczęto prace nad Koleją Bajkalsko-Amurską.

## Transport
W Ust´-Kucie znajduje się kilka stacji kolejowych, w tym mniejsza Ust´-Kut oraz główna - Lena, w Ostierowie. Kilka kilometrów od miasta, we wsi Jakurim, linia bajkalsko-amurska przekracza Lenę ostatnim na niej mostem.
Latem z Ust´-Kutu kursują promy pasażerskie do Jakucka i Tiksi. W pobliżu miasta znajduje się również lotnisko.